# 東京都第10区
東京都第10区（とうきょうとだい10く）は、日本の衆議院議員総選挙における選挙区である。1994年（平成6年）の公職選挙法改正で設置。

## 区域

### 現在の区域
2022年（令和4年）公職選挙法改正以降の区域は以下のとおりである。12区との豊島区の分割は解消され、文京区は2区から移行してきた一方、新宿区の部分は1区に、中野区の部分は27区、練馬区の部分は28区に移行した。
- 文京区
- 豊島区

### 2017年から2022年までの区域
2017年（平成29年）公職選挙法改正から2022年の小選挙区改定までの区域は以下のとおりである。2017年の区割り変更により、豊島区の一部が本区から12区へ、新宿区の一部が1区から本区へ、中野区の一部が7区から本区へ移行した。
- 新宿区の一部（1区に属しない区域）
  - 落合第二特別出張所管内
  - 落合第一特別出張所管内の上落合1・2丁目、中落合1・3・4丁目、中井2丁目
- 中野区の一部（7区に属しない区域）
  - 東中野3丁目、中野5丁目1〜9番、中野6丁目、上高田1〜5丁目、新井1丁目36〜43番、新井4・5丁目、沼袋1〜4丁目、松が丘1・2丁目、江原町1〜3丁目、江古田1〜4丁目、丸山1・2丁目、野方2丁目32〜40・63〜69番、野方3〜6丁目、大和町1〜4丁目、若宮1〜3丁目、白鷺1〜3丁目、鷺宮1〜6丁目、上鷺宮1〜5丁目
- 豊島区の一部
  - 西部区民事務所管内
  - 本庁管内の東池袋1〜4丁目、東池袋5丁目（11〜52番を除く）、南池袋1〜4丁目、西池袋1〜5丁目、池袋1〜4丁目、池袋本町1〜4丁目、雑司が谷1〜3丁目、高田1〜3丁目、目白1〜4丁目
  - 東部区民事務所管内の南大塚3丁目、東池袋5丁目11〜52番[5]
- 練馬区の一部（9区に属しない地域）
  - 旭丘1・2丁目、小竹町1・2丁目、栄町、羽沢1〜3丁目、豊玉上1丁目、豊玉北1・2丁目、桜台1〜6丁目、錦1・2丁目、氷川台1〜4丁目、平和台1〜4丁目、早宮1〜4丁目、北町1〜8丁目、田柄1・2丁目、田柄3丁目14〜30番、田柄4丁目、田柄5丁目21〜28番、光が丘1丁目[6]

### 2017年以前の区域
1994年（平成6年）公職選挙法改正から2017年の小選挙区改定までの区域は以下のとおりである。
- 豊島区
- 練馬区（9区に属しない地域）
  - 桜台・第二・第七・第八の各出張所管内[8]

## 歴史
1996年の第41回衆議院議員総選挙以来、小林興起（自民党）と鮫島宗明（1996年は新進党から、2000年以降は民主党から立候補）の一騎討ちが続いてきた。2003年まで小林は連続3選したが、毎回票差が1万を切る接戦が続き、2000年と2003年には鮫島が比例復活当選した。
2005年の第44回衆議院議員総選挙では、小池百合子が落下傘候補（選挙当時は「女性刺客」とも呼ばれた）として自民党から立候補し、鮫島と小林（新党日本より立候補）を破り当選した。なお選挙当時は、「女性刺客第一号」の選挙区として、全国的に注目された。
2009年の第45回衆議院議員総選挙では、4年前落選した小林も支援する民主党の江端貴子に小池が逆に退けられ、比例東京ブロックで復活当選という形となった。
2012年の第46回衆議院議員総選挙、2014年の第47回衆議院議員総選挙では小池が圧勝し、江端は比例復活すらできずに落選した。
小池が2016年（平成28年）7月14日に告示された、東京都知事選挙への出馬で失職したことに伴う、衆議院議員補欠選挙が2016年（平成28年）10月23日に実施され、比例東京ブロックから鞍替えした若狭勝が、民進党公認の鈴木庸介を破り当選した。
その後若狭は自民党を離党し小池の結党した希望の党に参加。2017年の第48回衆議院議員総選挙では自民党は刺客として前選挙で比例東京ブロック単独立候補の鈴木隼人を擁立、また前回補選で若狭と争った民進党の鈴木庸介は立憲民主党から立候補し三つ巴となった。希望の党の失速などもあり鈴木隼人が他候補の比例復活も許さず当選した。若狭は3番手で落選し、小池の影響力の低下を裏付ける結果となった。
2021年の第49回衆議院議員総選挙では鈴木隼人が小選挙区で再選を果たした。また、立憲民主党の鈴木庸介が前回から票差を1万以上縮めて比例復活し、3度目の衆議院選挙への挑戦で初当選した。
2024年の第50回衆議院議員総選挙では、鈴木隼人が鈴木庸介に591票差まで迫られるも再選し、鈴木庸介も比例復活。
これにより補選を含めて6回行われた選挙で候補者は違えど自民党候補が議席を維持し続けている。

## 選出議員
| 選挙名                   | 年     | 当選者     | 党派       | 備考                                                |
| ------------------------ | ------ | ---------- | ---------- | --------------------------------------------------- |
| 第41回衆議院議員総選挙   | 1996年 | 小林興起   | 自由民主党 |                                                     |
| 第42回衆議院議員総選挙   | 2000年 | 小林興起   | 自由民主党 |                                                     |
| 第43回衆議院議員総選挙   | 2003年 | 小林興起   | 自由民主党 |                                                     |
| 第44回衆議院議員総選挙   | 2005年 | 小池百合子 | 自由民主党 |                                                     |
| 第45回衆議院議員総選挙   | 2009年 | 江端貴子   | 民主党     |                                                     |
| 第46回衆議院議員総選挙   | 2012年 | 小池百合子 | 自由民主党 |                                                     |
| 第47回衆議院議員総選挙   | 2014年 | 小池百合子 | 自由民主党 |                                                     |
| 第47回衆議院議員補欠選挙 | 2016年 | 若狭勝     | 自由民主党 | ※小池百合子の東京都知事選挙出馬による議員失職に伴う |
| 第48回衆議院議員総選挙   | 2017年 | 鈴木隼人   | 自由民主党 |                                                     |
| 第49回衆議院議員総選挙   | 2021年 | 鈴木隼人   | 自由民主党 |                                                     |
| 第50回衆議院議員総選挙   | 2024年 | 鈴木隼人   | 自由民主党 |                                                     |

## 選挙結果
時の内閣：第1次石破内閣 解散日：2024年10月9日 公示日：2024年10月15日
当日有権者数：41万7850人 最終投票率：59.65%（前回比：3.15%） （全国投票率：53.85%（2.08%））
| 当落 | 候補者名 | 年齢 | 所属党派     | 新旧 | 得票数   | 得票率 | 惜敗率 | 推薦・支持 | 重複 |
| ---- | -------- | ---- | ------------ | ---- | -------- | ------ | ------ | ---------- | ---- |
| 当   | 鈴木隼人 | 47   | 自由民主党   | 前   | 93,490票 | 38.65% | ――     | 公明党推薦 | ◯    |
| 比当 | 鈴木庸介 | 48   | 立憲民主党   | 前   | 92,899票 | 38.40% | 99.37% |            | ◯    |
|      | 永野裕子 | 52   | 日本維新の会 | 新   | 39,555票 | 16.35% | 42.31% |            | ◯    |
|      | 安田伸   | 53   | 参政党       | 新   | 15,970票 | 6.60%  | 17.08% |            |      |

時の内閣：第1次岸田内閣 解散日：2021年10月14日 公示日：2021年10月19日
当日有権者数：47万9088人 最終投票率：56.50%（前回比：3.55%） （全国投票率：55.93%（2.25%））
| 当落 | 候補者名 | 年齢 | 所属党派         | 新旧 | 得票数        | 得票率 | 惜敗率 | 推薦・支持                             | 重複 |
| ---- | -------- | ---- | ---------------- | ---- | ------------- | ------ | ------ | -------------------------------------- | ---- |
| 当   | 鈴木隼人 | 44   | 自由民主党       | 前   | 115,122.887票 | 43.80% | ――     | 公明党推薦                             | ◯    |
| 比当 | 鈴木庸介 | 45   | 立憲民主党       | 新   | 107,920.109票 | 41.06% | 93.74% | れいわ新選組・社会民主党東京都連合推薦 | ◯    |
|      | 藤川隆史 | 65   | 日本維新の会     | 新   | 30,574票      | 11.63% | 26.56% |                                        | ◯    |
|      | 小山徹   | 46   | 無所属           | 新   | 4,684票       | 1.78%  | 4.07%  |                                        | ×    |
|      | 沢口祐司 | 67   | 新党日本のこころ | 新   | 4,552票       | 1.73%  | 3.95%  |                                        |      |

時の内閣：第3次安倍第3次改造内閣 解散日：2017年9月28日 公示日：2017年10月10日
当日有権者数：47万938人 最終投票率：52.95%（前回比：0.61%） （全国投票率：53.68%（1.02%））
| 当落 | 候補者名 | 年齢 | 所属党派   | 新旧 | 得票数   | 得票率 | 惜敗率 | 推薦・支持 | 重複 |
| ---- | -------- | ---- | ---------- | ---- | -------- | ------ | ------ | ---------- | ---- |
| 当   | 鈴木隼人 | 40   | 自由民主党 | 前   | 91,146票 | 37.37% | ――     | 公明党     | ◯    |
|      | 鈴木庸介 | 41   | 立憲民主党 | 新   | 70,168票 | 28.77% | 76.98% |            | ◯    |
|      | 若狭勝   | 60   | 希望の党   | 前   | 57,901票 | 23.74% | 63.53% |            | ◯    |
|      | 岸良信   | 62   | 日本共産党 | 新   | 20,828票 | 8.54%  | 22.85% |            |      |
|      | 小山徹   | 42   | 無所属     | 新   | 2,107票  | 0.86%  | 2.31%  |            | ×    |
|      | 吉井利光 | 35   | 幸福実現党 | 新   | 1,744票  | 0.72%  | 1.91%  |            |      |

- 鈴木隼人は第47回は比例東京ブロック単独で当選。

当日有権者数：人　最終投票率：34.85%

| 当落 | 候補者名 | 年齢 | 所属党派   | 新旧 | 得票数   | 得票率 | 推薦・支持               |
| ---- | -------- | ---- | ---------- | ---- | -------- | ------ | ------------------------ |
| 当   | 若狭勝   | 59   | 自由民主党 | 前   | 75,755票 | 60.26% | 公明党                   |
|      | 鈴木庸介 | 40   | 民進党     | 新   | 47,141票 | 37.50% | 生活者ネット、社会民主党 |
|      | 吉井利光 | 34   | 幸福実現党 | 新   | 2,824票  | 2.25%  |                          |

- 若狭は第47回は比例東京ブロック単独で当選。

時の内閣：第2次安倍改造内閣 解散日：2014年11月21日 公示日：2014年12月2日
当日有権者数：35万5489人 最終投票率：53.56%（前回比：7.7%） （全国投票率：52.66%（6.66%））
| 当落 | 候補者名   | 年齢 | 所属党派   | 新旧 | 得票数   | 得票率 | 惜敗率 | 推薦・支持 | 重複 |
| ---- | ---------- | ---- | ---------- | ---- | -------- | ------ | ------ | ---------- | ---- |
| 当   | 小池百合子 | 62   | 自由民主党 | 前   | 93,610票 | 50.73% | ――     | 公明党     | ○    |
|      | 江端貴子   | 54   | 民主党     | 元   | 44,123票 | 23.91% | 47.13% |            | ○    |
|      | 今秀子     | 66   | 日本共産党 | 新   | 28,453票 | 15.42% | 30.40% |            |      |
|      | 多ケ谷亮   | 46   | 生活の党   | 新   | 9,663票  | 5.24%  | 10.32% |            | ○    |
|      | 神谷ちづ子 | 61   | 次世代の党 | 新   | 8,688票  | 4.71%  | 9.28%  |            |      |

時の内閣：野田第3次改造内閣 解散日：2012年11月16日 公示日：2012年12月4日
当日有権者数：35万217人 最終投票率：61.26%（前回比：4.4%） （全国投票率：59.32%（9.96%））
| 当落 | 候補者名   | 年齢 | 所属党派     | 新旧 | 得票数    | 得票率 | 惜敗率 | 推薦・支持 | 重複 |
| ---- | ---------- | ---- | ------------ | ---- | --------- | ------ | ------ | ---------- | ---- |
| 当   | 小池百合子 | 60   | 自由民主党   | 前   | 108,983票 | 53.70% | ――     | 公明党     | ○    |
|      | 江端貴子   | 52   | 民主党       | 前   | 47,493票  | 23.40% | 43.58% |            | ○    |
|      | 多ケ谷亮   | 44   | 日本未来の党 | 新   | 24,414票  | 12.03% | 22.40% |            | ○    |
|      | 今秀子     | 64   | 日本共産党   | 新   | 22,044票  | 10.86% | 20.23% |            |      |

時の内閣：麻生内閣 解散日：2009年7月21日 公示日：2009年8月18日
当日有権者数：34万6039人 最終投票率：65.66%（前回比：0.89%） （全国投票率：69.28%（1.77%））
| 当落 | 候補者名   | 年齢 | 所属党派   | 新旧 | 得票数    | 得票率 | 惜敗率 | 推薦・支持 | 重複 |
| ---- | ---------- | ---- | ---------- | ---- | --------- | ------ | ------ | ---------- | ---- |
| 当   | 江端貴子   | 49   | 民主党     | 新   | 105,512票 | 47.24% | ――     |            | ○    |
| 比当 | 小池百合子 | 57   | 自由民主党 | 前   | 96,739票  | 43.31% | 91.69% |            | ○    |
|      | 山本敏江   | 60   | 日本共産党 | 新   | 21,092票  | 9.44%  | 19.99% |            |      |

時の内閣：第2次小泉改造内閣 解散日：2005年8月8日 公示日：2005年8月30日 最終投票率：66.55% （全国投票率：67.51%（7.65%））
| 当落 | 候補者名   | 年齢 | 所属党派   | 新旧 | 得票数    | 得票率 | 惜敗率 | 推薦・支持 | 重複 |
| ---- | ---------- | ---- | ---------- | ---- | --------- | ------ | ------ | ---------- | ---- |
| 当   | 小池百合子 | 53   | 自由民主党 | 前   | 109,764票 | 50.05% | ――     |            | ○    |
|      | 鮫島宗明   | 61   | 民主党     | 前   | 50,536票  | 23.04% | 46.04% |            | ○    |
|      | 小林興起   | 61   | 新党日本   | 前   | 41,089票  | 18.73% | 37.43% |            | ○    |
|      | 山本敏江   | 56   | 日本共産党 | 新   | 17,929票  | 8.17%  | 16.33% |            |      |

- 小池は第43回以前は兵庫6区で活動。
- 小林はその後国民新党を経て民主党へ移籍。第45回は比例東京ブロック単独候補として返り咲いた。第46回では民主党を離党して日本未来の党公認となり、愛知13区へ国替えした。

時の内閣：第1次小泉第2次改造内閣 解散日：2003年10月10日 公示日：2003年10月28日 （全国投票率：59.86%（2.63%））
| 当落 | 候補者名 | 年齢 | 所属党派   | 新旧 | 得票数   | 得票率 | 惜敗率 | 推薦・支持 | 重複 |
| ---- | -------- | ---- | ---------- | ---- | -------- | ------ | ------ | ---------- | ---- |
| 当   | 小林興起 | 59   | 自由民主党 | 前   | 81,979票 | 45.18% | ――     |            | ○    |
| 比当 | 鮫島宗明 | 59   | 民主党     | 前   | 77,417票 | 42.67% | 94.44% |            | ○    |
|      | 山本敏江 | 54   | 日本共産党 | 新   | 19,338票 | 10.66% | 23.59% |            |      |
|      | 志良以榮 | 66   | 国民党     | 新   | 2,706票  | 1.49%  | 3.30%  |            |      |

時の内閣：第1次森内閣 解散日：2000年6月2日 公示日：2000年6月13日 （全国投票率：62.49%（2.84%））
| 当落 | 候補者名 | 年齢 | 所属党派   | 新旧 | 得票数   | 得票率 | 惜敗率 | 推薦・支持 | 重複 |
| ---- | -------- | ---- | ---------- | ---- | -------- | ------ | ------ | ---------- | ---- |
| 当   | 小林興起 | 56   | 自由民主党 | 前   | 71,318票 | 38.76% | ――     |            | ○    |
| 比当 | 鮫島宗明 | 56   | 民主党     | 元   | 64,272票 | 34.93% | 90.12% |            | ○    |
|      | 山本敏江 | 51   | 日本共産党 | 新   | 29,907票 | 16.25% | 41.93% |            |      |
|      | 堀田容正 | 45   | 自由党     | 新   | 18,509票 | 10.06% | 25.95% |            | ○    |

時の内閣：第1次橋本内閣 解散日：1996年9月27日 公示日：1996年10月8日 （全国投票率：59.65%（8.11%））
| 当落 | 候補者名   | 年齢 | 所属党派   | 新旧 | 得票数   | 得票率 | 惜敗率 | 推薦・支持 | 重複 |
| ---- | ---------- | ---- | ---------- | ---- | -------- | ------ | ------ | ---------- | ---- |
| 当   | 小林興起   | 52   | 自由民主党 | 元   | 52,787票 | 30.66% | ――     |            | ○    |
|      | 鮫島宗明   | 52   | 新進党     | 前   | 45,536票 | 26.45% | 86.26% |            |      |
|      | 長妻昭     | 36   | 民主党     | 新   | 33,480票 | 19.45% | 63.42% |            | ○    |
|      | 中野顕     | 32   | 日本共産党 | 新   | 27,230票 | 15.82% | 51.58% |            |      |
|      | 田中秀樹   | 45   | 社会民主党 | 新   | 8,394票  | 4.88%  | 15.90% |            | ○    |
|      | 鴨志田昭人 | 52   | 無所属     | 新   | 4,745票  | 2.76%  | 8.99%  |            | ×    |

- 長妻は第42回以後、7区に国替え。